# كيني ويلسون
كيني ويلسون (بالإنجليزية: Kenny Wilson)‏ (15 سبتمبر 1946 دمبارتون المملكة المتحدة - ) هو لاعب كرة قدم بريطاني، يلعب كمهاجم.

## مسيرته

### مسيرته مع الأندية
- 1968 - 1970 لعب مع سانت جونستون 11 مباراة سجل خلالها 4 أهداف.
- 1970 - 1972 لعب مع نادي دمبرتون 74 مباراة سجل خلالها 66 هدف.
- 1972 - 1974 لعب مع نادي كارلايل يونايتد 20 مباراة سجل خلالها هدف.
- 1973 - 1973 لعب مع نادي يورك سيتي 17 مباراة.
- 1973 - 1973 لعب مع نادي ووركينغتون 5 مباريات.
- 1974 - 1974 لعب مع هاميلتون أكاديميكال 11 مباراة سجل خلالها هدفين.